# Little Rock Open 1978
Il Little Rock Open 1978 è stato un torneo di tennis giocato sul sintetico indoor. È stata la 5ª edizione del torneo che fa parte del Colgate-Palmolive Grand Prix 1978. Si è giocato a Little Rock negli Stati Uniti dal 5 all'11 febbraio 1978.

## Campioni

### Singolare maschile
Dick Stockton ha battuto in finale  Hank Pfister con il punteggio di 6–4, 3–5 ritiro

### Doppio maschile
Colin Dibley /  Geoff Masters hanno battuto in finale  Tim Gullikson /  Tom Gullikson con il punteggio di 7–6, 6–3